# On the Road Again (piosenka Boba Dylana)
On the Road Again – piosenka skomponowana przez Boba Dylana, nagrana przez niego w styczniu i wydana na albumie Bringing It All Back Home w marcu 1965 r.

## Historia i charakter utworu
Jeden z serii surrealistycznych utworów Dylan, który mimo tematu kompozycji - opis dysfunkcjonalnej rodziny dziewczyny artysty - cechował się także humorem. Dylan posłużył się w tekście groteską - taki właśnie charakter ma cała seria szczególnych obrazów i wyobrażeń wymienianych przez Dylana jednym ciągiem.
Kompozycja ta dzieli tytuł z pikaryjską powieścią Jacka Kerouaca i równie pikaryjskim bluesem Memphis Jug Bandu nagranym 11 września 1928 r. w Memphis w stanie Tennessee. Natomiast z piosenką Williego Nelsona pod tym samym tytułem kompozycja Dylana nie ma nic wspólnego.
Utwór ma prostą rockową strukturę opartą na bluesie, wspieraną efektywną grą Dylana na harmonijce ustnej. Tym bardziej musi budzić zdumienie, że muzyk dokonał aż 20 prób nagrania tej prostej w końcu piosenki.

## Wersje Dylana
Dylan nigdy nie wykonywał tego utworu podczas koncertów.
- 13 stycznia 1965 - sesje nagraniowe w Columbia Studio A w Nowym Jorku. Powstała pierwsza wersja akustyczna piosenki
- 14 stycznia 1965 - sesje nagraniowe w Columbia Studio A w Nowym Jorku. Powstały cztery wersje kompozycji.
- 15 stycznia 1965 - sesje nagraniowe w Columbia Studio A w Nowym Jorku. Powstało 15 wersji utworu.

## Dyskografia
Singel
- Maggie's Farm/On the Road Again (1965). 44 pozycja na liście singli magazynu Billboard.

## Wersje innych wykonawców
- Deverons - singel  (1965)
- Missing Links - singel (1967)
- Michel Montecrossa - Eternal Circle (1999)
- Katie Melua - Piece by Piece (2005)